# 雷剧场
雷剧场，是北京民营剧社“雷子乐笑工厂”的系列剧场。

## 北京工体雷剧场
北京工体雷剧场位于北京市东城区工体北路66号瑞士公寓一层，和保利剧院隔街相对。
2007年12月，张成晓勇、雷子乐在北京成立了民营剧社“雷子乐笑工厂”，以演出“爆笑减压喜剧”为定位，宗旨为“就是为了让你笑”。此后该剧社通过《天生我song我忍了》、《幸福像草儿一样》、《哪个木乃是我姨》等话剧打开市场。初期，雷子乐笑工厂以八一剧场为主要演出场所。2010年春节，北京工体雷剧场开张，成为雷子乐笑工厂的第二个主要演出场所。

## 河北天明雷剧场
河北天明雷剧场位于河北省石家庄市中山东路。